# Фридрих Мурнау
Фридрих Вилхелм Мурнау (на немски: Friedrich Wilhelm Murnau, истинско име Фридрих Вилхелм Плумпе, на немски: Friedrich Wilhelm Plumpe) е най-значимият германски филмов режисьор от епохата на нямото кино.
Фридрих Вилхелм Плумпе е роден на 28 декември 1888 г. в Билефелд, Германия. Изучава история на изкуството в Хайделбергския и Берлинския университет. Неговият псевдоним Мурнау произлиза от името на баварското градче Мурнау ам Щафелзе, което се тълкува като явен признак за разрив с родителите му, които не искали да приемат неговия хомосексуализъм.
Започва кариерата си като актьор в постановки на Макс Райнхард. След началото на Първата световна война става боен пилот. Работа като кинорежисьор започва след края на войната.
През 1927 г. режисьорът заминава за САЩ, където поставя „Sunrise“ (Изгрев), смятан от някои кинокритици за най-хубавия „ням“ филм. Според Чарли Чаплин „с този филм киното постига своето абсолютно съвършенство“. През 1930 г. Мурнау съвместно с Робърт Флаерти снима на Таити „Табу“. Две седмици преди премиерата на филма Мурнау загива при автомобилна катастрофа.

## Интересни факти
Филмите на Мурнау са общо 21. Осем от тях са изгубени. От филмите „Сатана“ и „Марица“ е запазен по един фрагмент.
Филмът „Изгрев“ няма търговски успех, но печели няколко „Оскара“ при първото връчване на наградата през 1928 г. – за най-добър филм (за изключителни творчески качества), за операторско майсторство – на Чарлс Рошър и Карл Струс, за най-добра актриса – на Джанет Гейнър.
Според спомените на съвременниците си Мурнау е бил много висок – повече от 2 метра.
Погребението му се извършва в Берлин. На церемонията присъстват Робърт Флеърти, Грета Гарбо, Емил Янингс. Прощалната реч произнася Фриц Ланг.

## Филмография
- „Двуликият Янус“ (1920) – Der Januskopf,
- „Замъкът Фогельод“ (1921) – Schloss Vogeloed,
- „Фантом“ (1922) – Phantom,
- „Горящото поле“ (1922) – Der brennende Acker.
- „Носферату – симфония на ужаса“ (1922) – Nosferatu, eine Symphonie des Grauens е върхово постижение на експресионизма в киното.
- „Последният човек“ (1924) – Der letzte Mann, с участието на Емил Янингс е един от емблематичните филми на камершпила.
- „Фауст“ (1926) – Faust
- „Тартюф“ (1926) – Herr Tartueff
- „4 дявола“ (1928) – Vier Teufel
- „Табу“ (1931) – Tabu